# شمالا إلى الشمال الغربي
الشمال الغربي (بالإنجليزية: North by Northwest)‏ هو فيلم تجسس تم إنتاجه في الولايات المتحدة وصدر في 28 يوليو 1959. الفيلم من إخراج ألفريد هتشكوك وكتابة إرنست ليمان.

## بطولة
- كاري غرانت
- إيفا ماري سانت
- جيمس ماسون
- جيسي رويس لانديس

## القصة
يروي الفيلم قصة رجل أعمال يتم ملاحقته عبر الولايات المتحدة من قبل جواسيس أجانب ظناً منهم أنه عميل للحكومة.

## الميزانية والإيرادات
بلغت تكلفة إنتاج الفيلم حوالي 4,326,000 دولار بينما حقق أرباحا تقدر بـ 9,840,000 دولار.

## وصلات خارجية
- شمالا إلى الشمال الغربي على موقع IMDb (الإنجليزية)
- شمالا إلى الشمال الغربي على موقع ميتاكريتيك (الإنجليزية)
- شمالا إلى الشمال الغربي على موقع الموسوعة البريطانية (الإنجليزية)
- شمالا إلى الشمال الغربي على موقع روتن توميتوز (الإنجليزية)
- شمالا إلى الشمال الغربي على موقع نتفليكس (الإنجليزية)
- شمالا إلى الشمال الغربي على موقع قاعدة بيانات الأفلام العربية
- شمالا إلى الشمال الغربي على موقع ألو سيني (الفرنسية)
- شمالا إلى الشمال الغربي على موقع Turner Classic Movies (الإنجليزية)
- شمالا إلى الشمال الغربي على موقع أول موفي (الإنجليزية)
- شمالا إلى الشمال الغربي على موقع بوكس أوفيس موجو (الإنجليزية)

1. 1 2 3  وصلة مرجع: http://www.imdb.com/title/tt0053125/. الوصول: 7 مايو 2016.
2. 1 2  وصلة مرجع: http://www.filmaffinity.com/en/film351704.html. الوصول: 7 مايو 2016.
3. 1 2 3 4  وصلة مرجع: https://www.bfi.org.uk/news-opinion/news-bfi/lists/10-great-spy-films. مسار الأرشيف: https://web.archive.org/web/20200803183104/https://www.bfi.org.uk/news-opinion/news-bfi/lists/10-great-spy-films. الوصول: 11 أغسطس 2020.
4. 1 2 3 4  "قاعدة بيانات الأفلام على الإنترنت" (بالإنجليزية). Retrieved 2022-07-10.
5. ↑  مذكور في: تفريغات بيانات Freebase. الناشر: جوجل.
6. ↑  مذكور في: معجم الأفلام العالمية. لغة العمل أو لغة الاسم: الألمانية. الناشر: Zweitausendeins.
7. 1 2 3  وصلة مرجع: http://stopklatka.pl/film/polnoc-polnocny-zachod. الوصول: 7 مايو 2016.
8. 1 2 3 4 5 6 7 8 9 10 11 12 13 14  وصلة مرجع: http://www.imdb.com/title/tt0053125/fullcredits. الوصول: 7 مايو 2016.
9. 1 2  وصلة مرجع: http://www.allocine.fr/film/fichefilm_gen_cfilm=531.html. الوصول: 7 مايو 2016.
10. 1 2 3 4 5  وصلة مرجع: http://decine21.com/peliculas/con-la-muerte-en-los-talones-3019. الوصول: 7 مايو 2016.
11. 1 2 3 4 5 6 7 8 9 10 11 12 13 14  مذكور في: قاعدة بيانات الأفلام التشيكية السلوفاكية. لغة العمل أو لغة الاسم: التشيكية. تاريخ النشر: 2001.
12. ↑  "معلومات عن شمالا إلى الشمال الغربي على موقع tcm.turner.com". tcm.turner.com. مؤرشف من الأصل في 2019-12-09.
13. ↑  "معلومات عن شمالا إلى الشمال الغربي على موقع netflix.com". netflix.com. مؤرشف من الأصل في 2020-02-13.
14. ↑  "معلومات عن شمالا إلى الشمال الغربي على موقع svenskfilmdatabas.se". svenskfilmdatabas.se. مؤرشف من الأصل في 2019-11-07.